# Kurzhalsgeige
Die Kurzhalsgeige ist eine Variante der Violine, die in Südwestböhmen und Egerland, bis zum Ende des 19. Jahrhunderts in der Volksmusik Verwendung fand. 
Die Kurzhalsgeige hat einen kürzeren Hals als die Violine und eine höhere Tonlage. Der Steg wurde oft sehr nahe am ebenfalls verkürzten Griffbrett positioniert und zusätzlich abgeflacht, um zwei bis drei Saiten gleichzeitig streichen zu können. Durch den in Normalgröße ausgeführten Korpus konnte bei hoher Grundstimmung eine hohe Lautstärke erreicht werden. Sie wurde ausschließlich als Partnerinstrument zum böhmischen Dudelsack verwendet, daher auch die häufige Benennung als „Dudlgeige“ oder „Dudelsackgeige“. Ihre Aufgabe war, die Melodie, die auf dem Dudelsack gespielt wurde, in der Sext oder teilweise sogar der Oktave darüber zu begleiten. 
Sie wurde folgendermaßen gestimmt: Die tiefste Saite wurde unisono mit der Tonika der Dudelsackspielpfeife gestimmt, die übrigen Saiten jeweils in aufsteigenden Terz-Schritten. Für eine Kurzhalsgeige, die mit einem Dudelsack in B zusammenspielt, dessen Spielpfeife die Tonika auf b’ hat, ergibt sich damit folgende Stimmung: b’ d’’ f’’ a’’. Durch diese Stimmung war es auch möglich, in Terzparallelen zu spielen. 
Eine weitere Möglichkeit (unter ca. 30 verschiedenen Varianten) waren Quartintervalle. In diesem Fall wurde die höchste Melodiesaite eine Oktave über dem Grundton des Dudelsacks gestimmt. Quint-Intervalle sind nur selten belegt, letztere wurden oft von Spielern verwendet, die ursprünglich die klassische Violine gespielt und dann zur Kurzhalsgeige gewechselt hatten. Üblicherweise war die Stimmung dann (ähnlich dem Violino piccolo) b f’ c’’ g’’, sie konnte aber sogar bis h’ fis’’ cis’’’ gis’’’ gehen. 
Die Wahl von kleineren Intervallen als Quinten erklärt sich nicht nur aus dem leichteren harmonischen Spiel, sondern auch aus der Tatsache, dass den Spielern bei den mitunter extrem verkürzten Mensuren – oft wurde auch der Steg in Richtung Griffbrett verschoben bzw. der Sattel versetzt – ein genaues Greifen bei Quintintervallen unmöglich gewesen wäre.
Die beliebte hohe Stimmung der Dudelsäcke (Tonika meistens zwischen d’’ und e’’) führte somit zu mitunter extrem hohen Stimmungen der Kurzhalsgeigen, was sie sehr geeignet für eine laute Umgebung machte. Damit erklären sich auch Begriffe wie „Brüllgeige“ oder „Pfiffgeige“. Mit dem Anfang des 20. Jahrhunderts und dem damit veränderten Musikgeschmack wurde die Kurzhalsgeige von der herkömmlichen Geige verdrängt.
Georg Philipp Telemann schildert in seiner Biografie das gemeinsame Musizieren von zeitgenössischen Sackpfeifern und hochgestimmten Geigen: 

„Als der Hof sich ein halbes Jahr lang nach Plesse, einer oberschlesischen, promnitzischen Standesherrschaft, begab, lernete ich so wohl daselbst, als in Krakau, die polnische und hanakische Musik, in ihrer wahren barbarischen Schönheit kennen. Sie bestund in gemeinen Wirtshäusern, aus einer um den Leib geschnallten Geige, die eine Terzie höher gestimmet war, als sonst gewöhnlich, und also ein halbes Dutzend andre überschreien konnte; aus einem polnischen Bocke; aus einer Quintposaune, und aus einem Regal. An ansehnlicheren Oertern aber blieb das Regal weg; die beiden ersteren wurden aber verstärkt: wie ich denn einst 36. Böcke und 8. Geigen beisammen gefunden habe. Man soll kaum glauben, was dergleichen Bockpfeiffer oder Geiger für wunderliche Einfälle haben, wenn sie, so oft die Tanzenden ruhen, fantaisieren. Ein Aufmerckender könnte von ihnen, in 8. Tagen, Gedancken für ein ganzes Leben erschnappen.“